# Pierre Quétineau
Pierre Quétineau, né le 25 août 1756 à le Puy-Notre-Dame (Anjou), mort guillotiné le 17 mars 1794 à Paris est un général républicain de l'armée des côtes de La Rochelle lors de la guerre de Vendée.

## Biographie
Il entre en service le 4 juillet 1772, comme soldat au régiment de Champagne-infanterie, et il obtient son congé le 4 juillet 1781. Il s'installe ensuite comme fermier à Saint-Léger-de-Montbrun, dans une ferme du village de Daymé.
Il est élu le 6 octobre 1791, capitaine des grenadiers lors de la création du 1er bataillon des volontaires des Deux-Sèvres. En 1792, il est attaché à l’état-major de l’armée du Nord, à la demande de Dumouriez, général des armées de la République. Lorsque la guerre de Vendée débute en mars 1793, Quétineau est nommé général de brigade pour combattre le insurgés.
Début avril, Quétineau prend position à Bressuire avec 3 000 hommes, puis il se porte aux Aubiers, où il disperse un petit rassemblement. Mais le 13 avril, il est attaqué et battu par La Rochejaquelein à la bataille des Aubiers. Le 3 mai, il évacue Bressuire, qu'il juge indéfendable, et fait retraite sur Thouars. Le 5 mai, plus de 20 000 Vendéens prennent la ville d'assaut lors de la bataille de Thouars. Le général Quétineau capitule avec près de 5 000 hommes.
Mis à part quelques insultes de la part de Stofflet, le général Quétineau est traité très courtoisement par les chefs vendéens,. Il dîne avec eux au château et partage la chambre de Bonchamps dans l'hôtel Brossier de la Charpagne, son ancien quartier-général devenu celui de l'armée vendéenne. Il refuse les offres faites par les chefs royalistes de rejoindre l'armée vendéenne ou de demeurer comme prisonnier sur parole,. Le 7 mai, les prisonniers républicains sont relâchés par les Vendéens. Le 8 mai, Quétineau obtient un passeport qui lui permet de quitter Thouars et il se présente à Doué au général Leigonyer qui le fait mettre aux arrêts.
L'annonce de la prise de Thouars provoque un fort émoi du côté des républicains. Le 7 mai, dans une lettre adressée depuis Tours à la Convention nationale, le représentant en mission Tallien qualifie le général Quétineau d'« agent de Dumouriez ». Le 11 mai, à la Convention nationale, plusieurs députés accusent Quétineau de trahison et de fraternisation avec les chefs rebelles.
Le 9 juin, la ville de Saumur est prise d'assaut par les Vendéens. En ouvrant les prisons, les royalistes y découvrent le général Quétineau, mis aux arrêts sur ordre de la Commission centrale. Quétineau est de nouveau libéré après avoir refusé l'offre de rallier l'armée vendéenne et se rend à Tours, où il est incarcéré sur ordre des représentants en mission. Il est ensuite envoyé à Paris, où il demeure enfermé pendant plusieurs mois dans la prison de l'Abbaye. Le 26 décembre 1793, le député Goupilleau de Montaigu obtient de la Convention nationale un décret ordonnant qu'il soit déféré devant le Tribunal révolutionnaire. Quétineau est condamné à mort le 16 mars 1794 et est guillotiné le lendemain.
À l'annonce du verdict, Marie-Anne Latreille, l'épouse de Pierre Quétineau, s'écrie « Vive le roi ! » devant le Tribunal révolutionnaire, ce qui lui vaut d'être condamnée à mort le 24 mars,. Elle se déclare alors enceinte et obtient un sursis, mais elle fait une fausse couche en avril. Le 11 mai le Tribunal révolutionnaire ordonne l'exécution de la sentence et Marie-Anne Latreille est guillotinée le même jour.